# Wanda Telakowska
Wanda Telakowska (n. 20 aprilie 1905, Sosnoveț, Imperiul Rus – d. 15 ianuarie 1985) a fost o artistă poloneză și fondatoarea Institutului de Design Industrial din Varșovia.
Telakowska a obținut o diplomă de la Academia de Arte Frumoase din Varșovia în 1931. Ea a fost membră a Spółdzielnia Artystów Ład⁠(pl)[traduceți], un colectiv de artiști de artă și meșteșuguri care a încurajat o nouă identitate artistică poloneză care includea arta populară. După al Doilea Război Mondial, Telakowska s-a alăturat guvernului comunist din Polonia, creând Biroul de Supraveghere a Producției Estetice (Biuro Nadzoru Estetyki Producji, cunoscut sub numele de BNEP) în 1946. În calitate de șef al BNEP, ea a însărcinat artiști (inclusiv unii din ŁAD) să proiecteze multe produse poloneze produse în masă, sub motto-ul BNEP „Frumusețea este pentru fiecare zi și pentru toată lumea”. În rolul ei, Telakowska a protejat și a sponsorizat artiștii moderniști. Unii artiști au fost suspicioși că au colaborat cu guvernul comunist într-o perioadă de conflict politic continuu. În cele din urmă, BNEP s-a închis, deoarece valoarea design-urilor artiștilor nu a fost suficient de convingătoare pentru proprietarii fabricilor.
Telakowska a fondat Institutul de Design Industrial din Varșovia (Instytut Wzornictwa Przemyslowego Arhivat în 20 martie 2023, la Wayback Machine., sau IWP) în 1950 și a fost primul său director. IWP a fost finanțat de stat, organizat în cadrul Ministerului Culturii și Artei. În acest rol, ea „a invitat artiști, etnografi, istorici de artă, pedagogi, sociologi și pasionați de artă populară să contribuie la eforturile institutului său de a dezvolta noi forme de cultură sociologică în colaborare cu femeile muncitoare, țăranii și tinerii”. Telakowska a promovat o mișcare de împletire a motivelor etnice într-o nouă identitate artistică națională. Făcând ecou sloganului BNEP, IWP a fost „Frumusețea de zi cu zi pentru toți”.
Telakowska a demisionat din funcția de regizor în 1968. IWP continuă să publice și să promoveze arta și designul.
Unii artiști polonezi au respins moștenirea lui Telakowska ca o încercare eșuată de a lucra cu staliniștii. Opera ei a făcut parte din evenimentul de pictură din competiția de artă de la Jocurile Olimpice de vară din 1936.